# Конкуренция (экономика)
Конкуре́нция (лат. concurrentia, от лат. concurro, «бежать вместе», «нападать», «совпадать») — борьба между экономическими субъектами за максимально эффективное использование факторов производства, при единых правилах для всех её участников.
В экономике говорят о деловой конкуренции хозяйствующих субъектов, каждый из которых своими действиями ограничивает возможность конкурента односторонне воздействовать на условия обращения товаров на рынке, то есть о степени зависимости рыночных условий от поведения отдельных участников рынка.
```
В соответствии с Законом России, от 26.07.2006, № 135-ФЗ «О защите конкуренции», конкуренция — соперничество хозяйствующих субъектов, при котором самостоятельными действиями каждого из них исключается или ограничивается возможность каждого из них в одностороннем порядке воздействовать на общие условия обращения товаров на соответствующем товарном рынке.
```

С экономической точки зрения, конкуренция рассматривается в четырёх основных аспектах:
1. Единство правил для всех участников;
2. Как степень состязательности на рынке;
3. Как саморегулирующий элемент рыночного механизма;
4. Как критерий, по которому определяется тип отраслевого рынка.

## Совершенная конкуренция
Совершенная конкуренция — состояние рынка, при котором имеется большое число покупателей и продавцов, которые являются производителями, каждый из которых занимает относительно малую долю на рынке и не может диктовать условия продажи и покупки товаров. Предполагается наличие необходимой и доступной информации о ценах, их динамике, продавцах и покупателях не только в данном месте, но и в других регионах и городах. Рынок совершенной конкуренции предполагает отсутствие власти производителя над рынком и установление цены не производителем, а через функцию спроса и предложения.
Черты совершенной конкуренции не присущи ни одной из отраслей в полной мере. Все они могут лишь приближаться к модели….
Признаками идеального рынка (рынка идеальной конкуренции) являются:
1. единство правил для всех участников
2. отсутствие входных и выходных барьеров в той или иной отрасли производства;
3. отсутствие ограничений на количество участников рынка;
4. однородность одноимённых представленных продуктов на рынке;
5. свободные цены;
6. отсутствие давления ,а также принуждения, принуждения со стороны одних участников по отношению к другим

Закон совершенной конкуренции. Объём выручки распределяется между конкурентами обратно пропорционально объёму их собственности. Объём выручки и объёмы собственности оцениваются в деньгах.
Создание идеальной модели совершенной конкуренции является чрезвычайно сложным процессом. Примеров отраслей, близких к рынку совершенной конкуренции, в настоящий момент не существует.

## Несовершенная конкуренция
Несовершенная конкуренция — конкуренция в условиях, когда отдельные производители имеют возможность контролировать цены на продукцию, которую они производят. Не всегда на рынке возможна совершенная конкуренция. Формами несовершенной конкуренции являются монополистическая конкуренция, олигополия, монополия, олигопсония и монопсония. При монополии возможно вытеснение монополистом других фирм с рынка.
Существуют несколько различных взглядов. Так сторонники Адама Смита, считают конкуренцию и монополию полярными понятиями, хотя и не всегда исключающими друг друга. Сторонники марксизма считают монополию неотъемлемой частью конкуренции и видом конкурентной борьбы. Зачастую приравнивая и смешивая понятия конкуренции с различными видами монополий.
Признаками несовершенной конкуренции являются:
1. создание неравных условий для участников и товаров (демпинговые цены, ценовая дискриминация (продажа одного и того же товара по разным ценам);
2. создание входных барьеров на рынок;
3. использование или разглашение конфиденциальной научно-технической, производственной и торговой информации;
4. распространение ложных сведений в рекламной или иной информации касаемо способа и места изготовления или количества товаров;
5. умалчивание важной для потребителя информации;
6. вмешательство государства или использование административного ресурса.

Потери от несовершенной конкуренции:
1. неоправданный рост цен;
2. увеличение издержек обращения;
3. замедление научно-технического прогресса;
4. снижение конкурентоспособности на мировых рынках;
5. падение эффективности экономики;
6. коррупция, со всеми её негативными факторами.

### Монополия
Монополия — исключительное право на что-либо. Применительно к экономике — исключительное право на производство, покупку, продажу, принадлежащее одному лицу, определённой группе лиц или государству. Возникает на основе высокой концентрации и централизации капитала и производства. Цель — извлечение сверхвысокой прибыли. Обеспечивается посредством установления монопольно высоких или монопольно низких цен. Подавляет конкурентный потенциал рыночной экономики, ведёт к росту цен и диспропорциям.
Модель монополии:
- единственный продавец;
- отсутствие близких продуктов-заменителей;
- диктуемая цена.

Следует отличать естественную монополию, то есть структуры, демонополизация которых либо нецелесообразна, либо невозможна: коммунальное хозяйство, метрополитен, энергетика, водоснабжение и др.

### Монополистическая конкуренция
Монополистическая конкуренция осуществляется тогда, когда много продавцов конкурируют, чтобы продать дифференцированный продукт на рынке, где возможно появление новых продавцов.
Для рынка с монополистической конкуренцией характерно следующее:
1. товар каждой фирмы, торгующей на рынке, является несовершенным заменителем товара, реализуемого другими фирмами;
2. на рынке существует относительно большое число продавцов, каждый из которых удовлетворяет небольшую, но не микроскопическую долю рыночного спроса на общий тип товара, реализуемого фирмой и её соперниками;
3. продавцы на рынке не считаются с реакцией своих соперников, когда выбирают, какую цену установить на свои товары, или когда выбирают ориентиры по объёму годовых продаж;
4. на рынке есть условия для входа и выхода.

Монополистическая конкуренция похожа на ситуацию монополии, поскольку отдельные фирмы обладают способностью контролировать цену своих товаров. Она также похожа на совершенную конкуренцию, так как каждый товар продается многими фирмами, а на рынке существует свободный вход и выход.

### Олигополия
Олигополия — тип рынка, при котором в отрасли хозяйства господствует не одна, а несколько фирм. Иными словами, в олигополистической отрасли производителей больше, чем в условиях монополии, но значительно меньше, чем в условиях совершенной конкуренции. Как правило, насчитывается от 3 и более участников. Частным случаем олигополии выступает дуополия.
Контроль над ценой очень высокий, высокие входные барьеры в отрасль, значительная неценовая конкуренция.
Примером могут послужить операторы сотовой связи и рынок жилья.

## Антимонопольная политика
Во всех развитых странах мира существует антимонопольное законодательство, ограничивающее деятельность монополий и их объединений. Антимонопольная политика в европейских странах в большей мере направлена на регулирование уже сложившихся монополий независимо от того, какими путями они добились своего монопольного положения, причём данное регулирование не предполагает структурных изменений, то есть не содержит требований о деконцентрации, дроблении фирм на самостоятельные предприятия.
Для государственной антимонопольной политики США, прежде всего, и безусловно, характерна такая позиция, в соответствии с которой совсем необязательно лишать фирму монопольно высоких прибылей, если монопольное положение на рынке достигнуто ею «благодаря более высоким деловым качествам, изобретательности или же просто счастливому случаю».
Кроме регулирования цен определённую пользу — особенно в России — может принести и реформирование структуры естественных монополий. Дело в том, что в России в рамках единой корпорации часто объединяется как производство естественно-монопольных благ, так и производство таких благ, которые эффективней изготовлять в конкурентных условиях. Это объединение носит, как правило, характер вертикальной интеграции. В результате образуется монополист-гигант, представляющий целую сферу национальной экономики.
В целом система антимонопольного регулирования в России находится пока в стадии становления и требует радикального совершенствования. В России органом антимонопольного регулирования является Федеральная антимонопольная служба России.